# Edouard Richard
Edouard Richard, né le 3 juillet 1862 à Latour (Belgique) et décédé le 20 décembre 1925  à Bruxelles est homme politique belge wallon, membre du parti catholique.
Il fut élu député de l'arrondissement de Neufchâteau-Virton (1921-25).

## Sources
- Bio sur ODIS